# 贾科莫·孔蒂
贾科莫·孔蒂（義大利語：Giacomo Conti，1918年6月24日—1992年7月8日），意大利男子雪车运动员。他曾代表意大利参加1956年冬季奥林匹克运动会雪车比赛，联同兰贝托·达拉科斯塔获得男子双人金牌。